# Punto de cruz

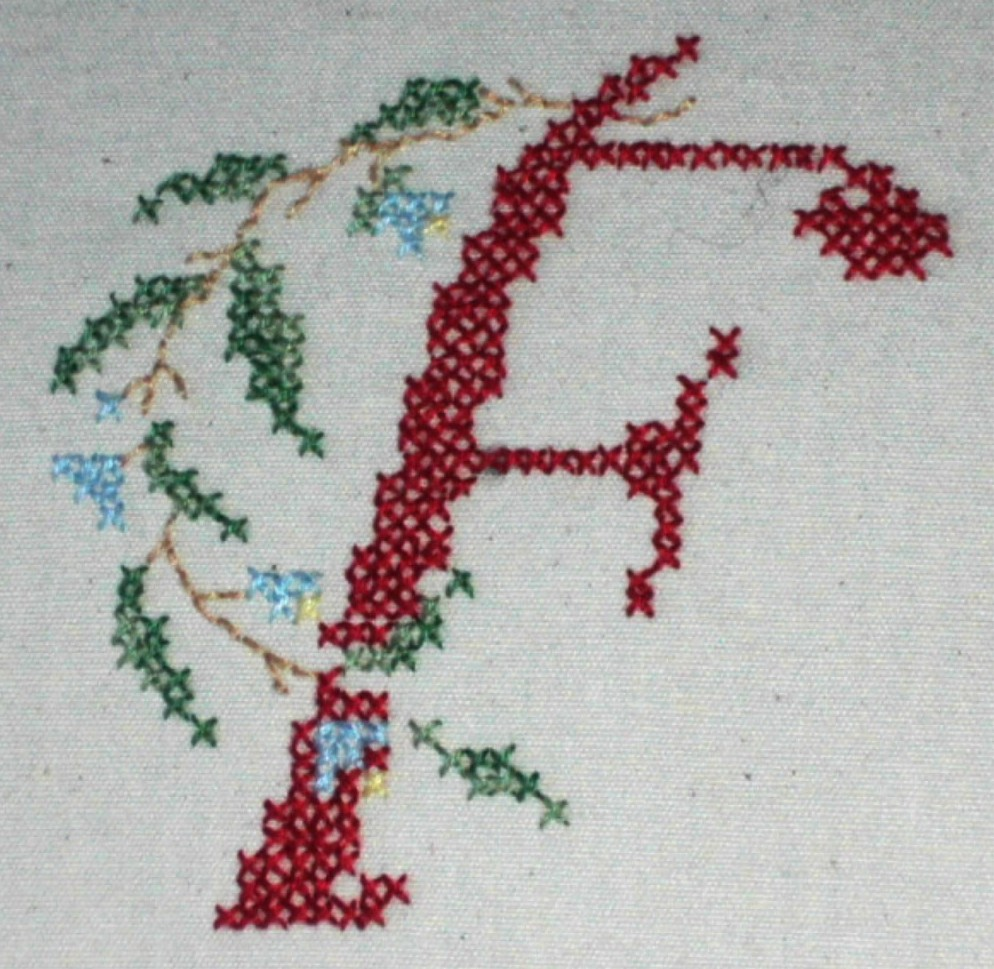
Inicial a punto de cruz.

El punto de cruz es una forma popular de bordado en la que se usan puntadas que quedan en forma de equis. Emplea también otras puntadas, entre ellas las de ¼, ½, ¾ y de punto atrás. El punto de cruz se realiza usualmente sobre tejidos de trama uniforme y distinguible, y con menos frecuencia en tejidos de trama no uniforme, colocándoles encima un tejido de trama uniforme (cañamazo) que se retira hilo por hilo al finalizar el bordado.
Su gran difusión se puede deber a la gran posibilidad de elementos que ofrece, ya sean cenefas, dibujos, cuadros, alfabetos, etc. Se aplica tanto al bordado propiamente dicho como a la tapicería. En este caso, el punto de cruz se realiza sobre cañamazos previamente marcados, que muestran cada una de las regiones de cada color a bordar. La más importante particularidad del punto de cruz es su gran posibilidad de esquemas y dibujos en multitud de tejidos, aplicándose, entre otros, en mantelería, colchas, paños, ropa de cama, toallas. 

## Historia

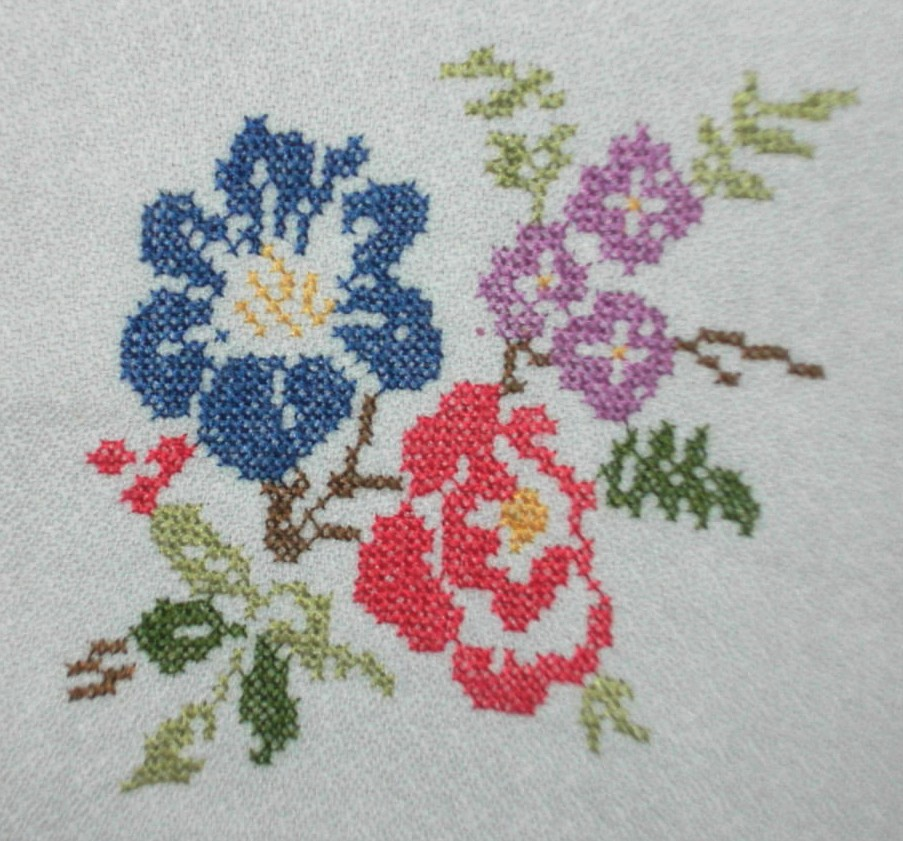
Flores a punto de cruz.

El punto de cruz es una de las formas de bordado más antiguas que se pueden encontrar por todo el mundo. Muchos museos de arte popular poseen muestras de tejidos ornamentados con este punto, especialmente de la Europa Continental y Asia. Un poco de historia del punto de cruz a partir de estos humildes orígenes, esta actividad artesanal fue evolucionando para convertirse en una técnica decorativa y ornamental. Y así nos han llegado fragmentos antiguos de ropa hallados en yacimientos arqueológicos de Egipto (500 a. C.) o del Asia Central (850 a. C.) donde aún hoy se utiliza en los trajes tradicionales de aquellas regiones.
El punto de cruz es una de las técnicas más antiguas de bordado: parece ser que en Asia central se han encontrado retales de seda bordados con un punto muy similar al punto de cruz, que se remontan al 850 d. C.El verdadero punto de cruz, idéntico al que se realiza actualmente, hizo su aparición en Europa durante la Edad Media, para luego difundirse ampliamente durante el Renacimiento. Ya en el año 1500 empezaron a circular los primeros esquemas, verdaderos modelos de temas típicos y recurrentes: decoraciones florales, heráldicas y religiosas, llenas de símbolos como cruces, cálices y palomas. Las telas sobre las que se bordaban no comprendían aún el algodón, sino que eran el lino, la seda y la lana. También se disponía de pocos hilos de colores. Durante mucho tiempo el más difundido fue el rojo, capaz de soportar mejor que los demás los lavados.En los bordados populares de la Europa Oriental y Central es característico el punto de cruz en dos dimensiones (sin sombras) con diseños geométricos y florales, normalmente trabajado con hilos de algodón sobre lino.
En Estados Unidos el primer muestrario de punto de cruz conocido se localiza en el museo Pilgrim Hall en Plymouth, Massachusetts. Este muestrario fue elaborado por Loara Standish, hija del capitán Myles Standish, alrededor de 1653.

Tradicionalmente, el punto de cruz se utilizaba para embellecer tejidos como mantelerías, lencería y tapetes (sólo pequeñas partes de lo que actualmente se bordaría, como los bordes). Aunque existen muchas bordadoras que aún lo emplean para estos usos, especialmente en Europa, es cada vez más corriente usar este punto para bordar sobre tejidos de tela de panamá o cañamazo y colgarlos en la pared como elementos decorativos.
Por todo Estados Unidos y Europa existen muchas asociaciones de punto de cruz que ofrecen clases, participan en grandes proyectos, tejen para organizaciones benéficas y promueven las relaciones entre los tejedores locales.

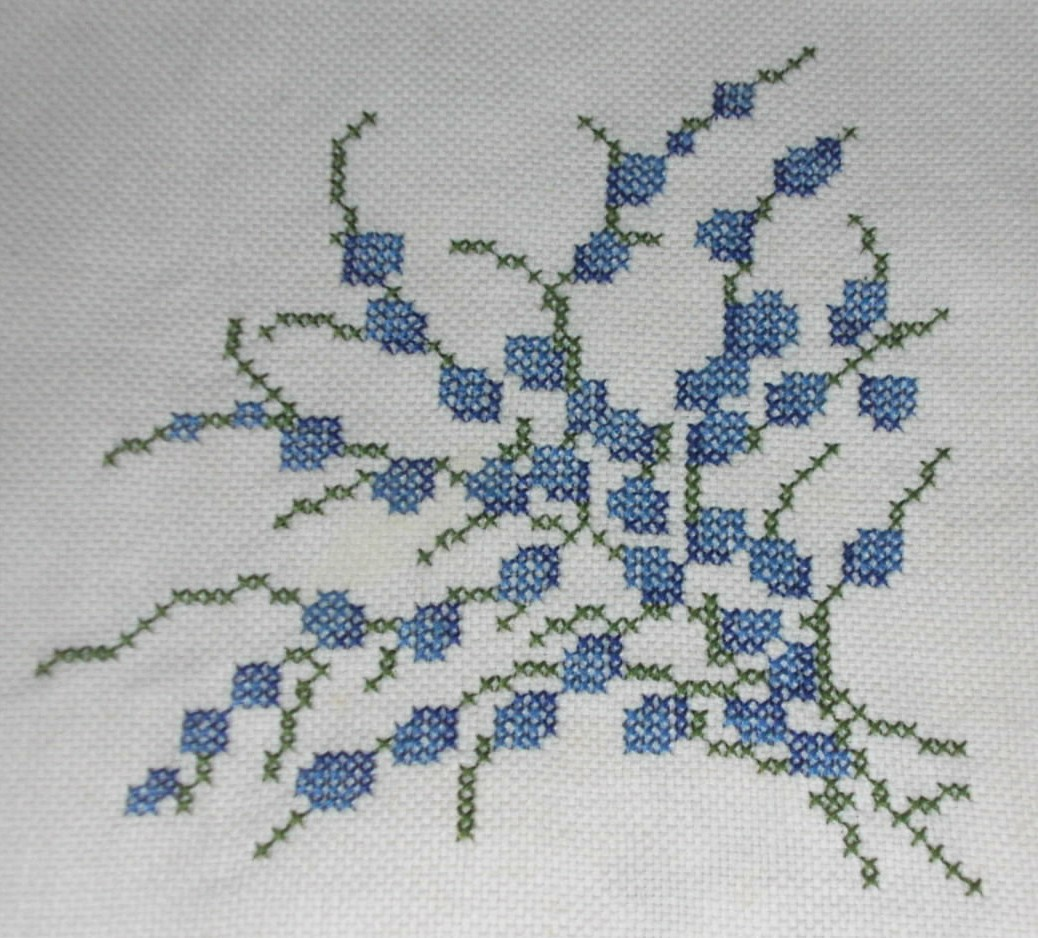
Motivo sencillo en forma de ramo para un paño.

Actualmente el hilo de algodón mercerizado es el material más utilizado. Consiste en un hilo fabricado en algodón y compuesto de seis hebras poco retorcidas para que se puedan separar fácilmente. También se suele utilizar el hilo de algodón perlado, la seda y el rayón. En ocasiones se utilizan diferentes hebras de lana, metalizadas o algunas otras especiales, a veces para todo el bordado o simplemente para detalles y adornos. 

## Realización
Se distinguen dos movimientos en el trabajo:
- Ida y vuelta, que da una mejor calidad y apariencia al revés; y
- Continuo, que se aconseja especialmente a la hora de bordar cenefas.

Así y todo, muchos esquemas de punto de cruz se apoyan en el pespunte (=punto lineal), usado para resaltar el dibujo, y, en menor medida, el punto de cadeneta y el punto pasado.
Además, el revés del bordado es igual de importante que la parte frontal. Por ello se recomienda no empezar con una nueva hebra de hilo haciendo un nudo al final, sino a través del método de puntada invisible. Igualmente, al terminar una nueva hebra se recomienda rematar sin que se note. 

## Variantes
Posiblemente sea su elevada práctica la que ha hecho importantes variaciones a partir de una única idea inicial, mediante la sustracción o adición de puntadas. Hemos de citar a otros dos puntos que nacieron a partir de la famosa x:
- Petit-point (=medio punto). Tapices hechos sobre lana que consisten en una única puntada diagonal (que debe ser idéntica en toda la labor). Se trabaja gracias a un bastidor cuadrado con lana sobre un cañamazo de tapicería que se puede adquirir ya marcado.
- Punto del diablo. Consiste en bordar dentro de un mismo cuadro una cruz y un aspa. Es frecuente realizarlo en mouliné o en perlé sobre las típicas telas de cuadros de Vichy (Francia).

## Materiales

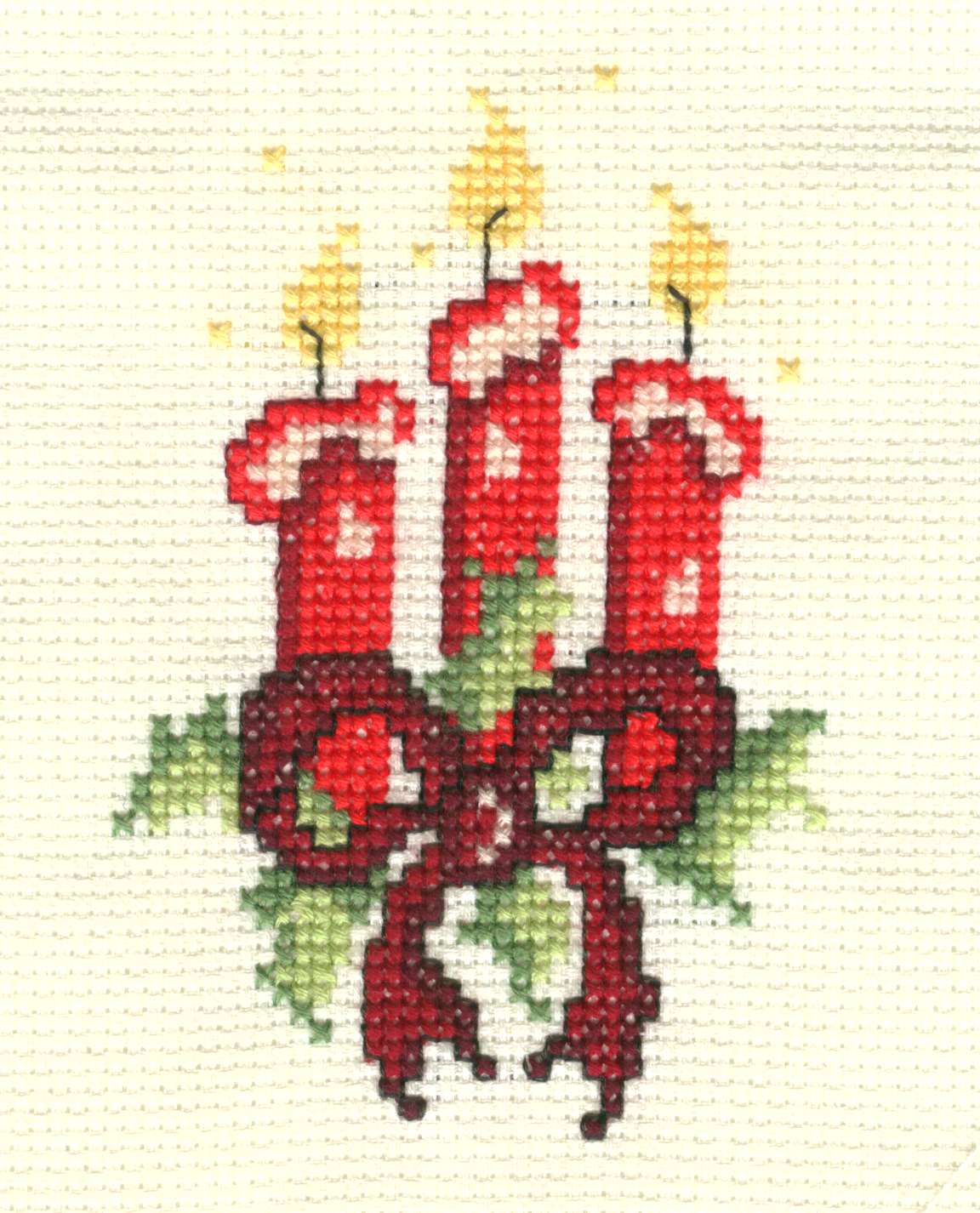
Detalle navideño en punto de cruz.

- Tela: Lino, tela aida o panamá, aunque gracias al cañamazo (¡no confundir con el de tapicería!) el punto de cruz se hace viable sobre cualquier tejido. Si por ejemplo, queremos bordar sobre una loneta, deberíamos centrar un retal de cañamazo, hilvanarlo y bordar según su trama el punto de cruz. Finalmente, se deshace el cañamazo tirando con sumo cuidado de sus hilos. Consejo: en esta situación se debe bordar con un poco más de la tensión normal, ya que, de lo contrario, al sacar los hilos, el bordado quedaría al aire, siendo susceptible de un enganche.

- Hilos: Preferentemente, mouliné, 100% algodón y trabajado a dos hebras.

- Agujas: Se recomienda el uso de una aguja corta, ya que permite aprovechar el costoso hilo al máximo. Si se borda sobre aida o panamá, se preferirá una aguja sin punta (también llamada de punta roma), pero si se trabaja sobre una tela más compacta, tupida, se deberá utilizar una aguja con punta afilada, aunque no demasiado, para no causar el daño de heridas graves.

- Bastidor: En Inglaterra parece una costumbre muy arraigada bordar el punto de cruz en los bastidores de aro, esto es, sin pie; aunque la gran mayoría prefiere bordarlo en el dedo. El uso del bastidor permite el tensado uniforme de la tela y, por tanto, del bordado. Igualmente, evita casi al completo, la inevitable suciedad del roce de la labor con las manos. Y permite visualizar el progreso del bordado.